# معضوضة مجنحة الثمار
معضوضة مجنحة الثمار (الاسم العلمي:Momordica pterocarpa) هي نوع من النباتات تتبع جنس المعضوضة من الفصيلة القرعية.